# Municipio di Lione
Il Municipio di Lione (in francese: Hôtel de ville de Lyon) è la sede del Municipio della città di Lione, in Francia. Sorge sulla centrale Place des Terreaux, classificata come Patrimonio dell'umanità dall'UNESCO, e rappresenta uno dei più imponenti palazzi storici della città.

## Storia e descrizione
L'edificio, che fu costruito fra il 1645 e il 1651 su progetto dell'architetto Simon Maupin.
In seguito all'incendio del 1674, l'Hôtel de ville viene restaurato e modificato, soprattutto nelle facciata, da Jules Hardouin Mansart e dal suo allievo Robert de Cotte.
Venne classificato come monumento storico già dal 12 luglio 1886.